# Renaud de Nanteuil
Renaud o Raynaldus de Nanteuil (... – 27 settembre 1283) è stato un vescovo cattolico francese.

## Biografia
Renaud o Raynaldus de Nanteuil era figlio di Philippe de Nanteuil (1155-1227), signore del Castello di Nanteuil-le-Haudouin. Suo fratello Filippo II, poeta trovatore e crociato, ereditò i possedimenti paterni.
Nel 1257, operò per la costruzione della Cattedrale di Beauvais,.
Nel 1267 divenne Vescovo di Beauvais acquisendo il titolo di Conte e Pari di Francia. Nel 1276 comprò il Castello di Thiers-sur-Thève, ampliandolo e fortificandolo. Alla sua morte, 27 settembre 1283, suo nipote Thibaud di Nanteuil, prese il suo posto come Vescovo di Beauvais. Ebbe come altro nipote il vescovo di Troyes Jean di Nanteuil.